# Fuskmyror
Fuskmyror (Myrmosidae) är en familj av steklar. Fuskmyror ingår i ordningen steklar, klassen egentliga insekter, fylumet leddjur och riket djur.
Familjen innehåller bara släktet Myrmosa.